# George Underwood (Leichtathlet)
George Underwood (* 4. November 1884 in Manchester, New Hampshire; † 28. August 1943 in Boston) war ein US-amerikanischer Leichtathlet und Sportjournalist.
Bei den Olympischen Spielen 1904 in St. Louis gewann der für den New York Athletic Club antretende Underwood die Goldmedaille im Mannschaftslauf über vier Meilen. Wenige Tage zuvor war er im 800-Meter-Lauf Vierter geworden, sein Ergebnis im 400-Meter-Lauf ist nicht bekannt.
Später wurde Underwood ein bekannter Sportjournalist. Für die Zeitung New York World berichtete er über Boxkämpfe. Danach war er Sportredakteur für den New York Morning Telegraph, den Boston American und den Boston Globe. Darüber hinaus war er für die Öffentlichkeitsarbeit des Madison Square Garden zuständig.